# Melocosa gertschi
Melocosa gertschi là một loài nhện trong họ Lycosidae.
Loài này thuộc chi Melocosa. Melocosa gertschi được Cândido Firmino de Mello-Leitão miêu tả năm 1947.